# Boridia grossidens
Boridia grossidens és una espècie de peix pertanyent a la família dels hemúlids i l'única del gènere Boridia.

## Descripció
- Pot arribar a fer 19,2 cm de llargària màxima (normalment, en fa 30).[4][5][6]

## Hàbitat
És un peix marí, demersal i de clima subtropical.

## Distribució geogràfica
Es troba a l'Atlàntic sud-occidental: l'Argentina, el Brasil i l'Uruguai.

## Observacions
És inofensiu per als humans.